# Usine textile Müller

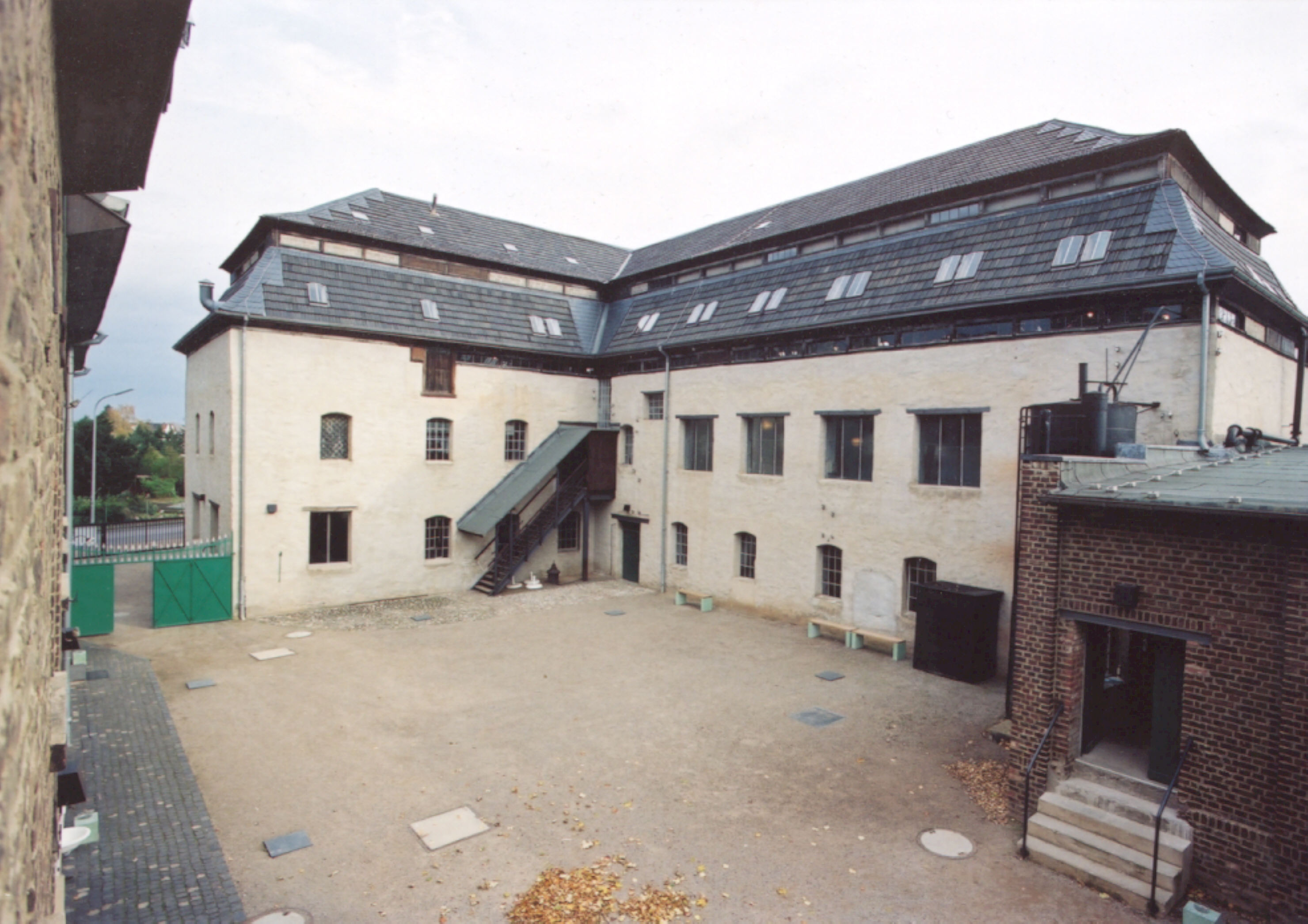
Bâtiment principal (1801) et cour intérieure de l'usine textile Müller.

L'usine textile Müller située à Euskirchen (Rhénanie-du-Nord-Westphalie, Allemagne) est un des établissements du musée de l'industrie LVR (autrefois Rheinisches Industrie Museum). Le musée offre un aperçu du processus de fabrication mis en œuvre dans une usine textile en présentant des équipements et les machines datant de 1900 en parfait état de marche.  Le musée, qui a ouvert ses portes en 2000, assure la préservation de l'usine telle qu'elle était à sa fermeture en 1961. L'usine textile Müller fait partie des étapes clés de la Route européenne du patrimoine industriel et un arrêt important sur la Route de la laine.

## Historique

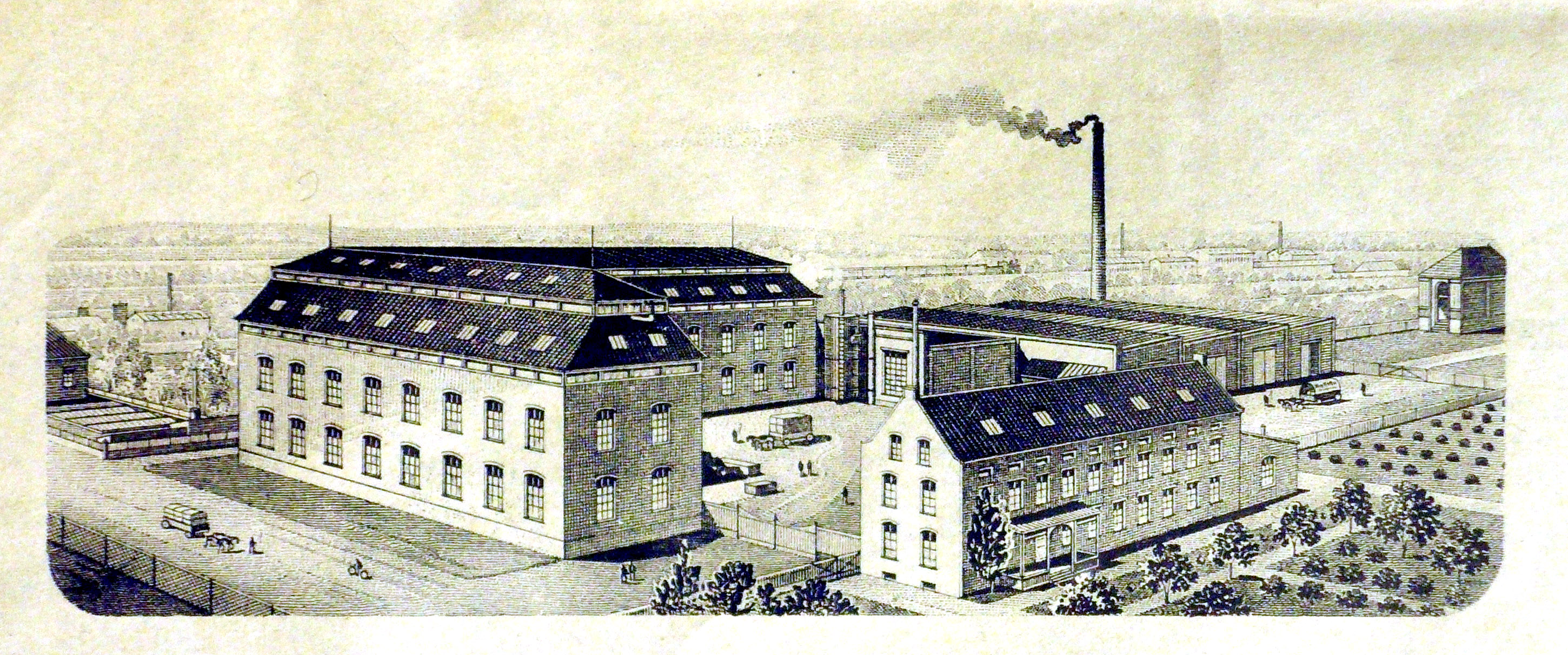
Entête de courrier vers 1910

L'usine dont la construction remonte à 1801 abrite initialement un moulin à papier. Quelques décennies plus tard elle change d'activité : au milieu du XIXe siècle le bâtiment est réutilisé pour carder et filer la laine et pour tisser des vêtements. Vers 1860 pour répondre à une demande d'énergie croissante une machine à vapeur remplace la roue du moulin. 
En 1894 Ludwig Müller rachète l'établissement et installe une usine de tissu. L'ensemble du processus de fabrication est rassemblé dans le même bâtiment. Comme de nombreuses autres usines de la région, Müller fabrique des vêtements de laine rustiques, des loden et des uniformes. Les machines achetées vers 1900 et une nouvelle machine à vapeur mise en place en 1903 permettent à l'activité de se poursuivre sur des bases solides. Ces équipements resteront en place jusqu'à la fermeture de l'usine. Après la mort de Ludwig Müller en 1929, son fils reprend l'usine. En 1961 celle-ci doit fermer à la suite d'une chute des commandes

## Musée
Malgré l'arrêt des machines Kurt Müller espère encore relancer l'activité un jour. Mais rien ne se produit au cours des années suivantes. En 1988 le Rheinisches Industrie Museum (Musée de l'industrie du Rhénanie)  profite de l'occasion pour racheter cette usine restée pratiquement intacte depuis l'arrêt de son activité. Le bâtiment, les machines et les milliers de petites pièces d'équipement doivent être préservés. La stabilisation minutieuse du bâtiment et la restauration complète de l'usine  fournissent un aperçu du processus de fabrication des draps, des différentes phases de la production ainsi que de la vie des ouvriers. Durant les visites guidées, les vieilles machines sont remises en activité. 
- Machine à vapeur (1903)
- Courroies de transmission
- Machine à carder (1913)
- Machine à filer (1897)
- Métier à tisser (1939)

L'ensemble de l'équipement et des machines a été restauré dans l'état ou ils étaient au moment de l'arrêt de l'activité en 1961. Ainsi les machines clés (machine à carder, à filer, machine à fileter, quatre métiers à tisser ainsi que la machine à vapeur) sont dans leur état de 1961. par ailleurs des machines ne fonctionnant plus ou qui ne sont plus utilisées ont été restaurées dans l'état dans lequel elles étaient mises en œuvre pour fournir un aperçu authentique de la vie dans une usine de tissage.